# 姆大陆

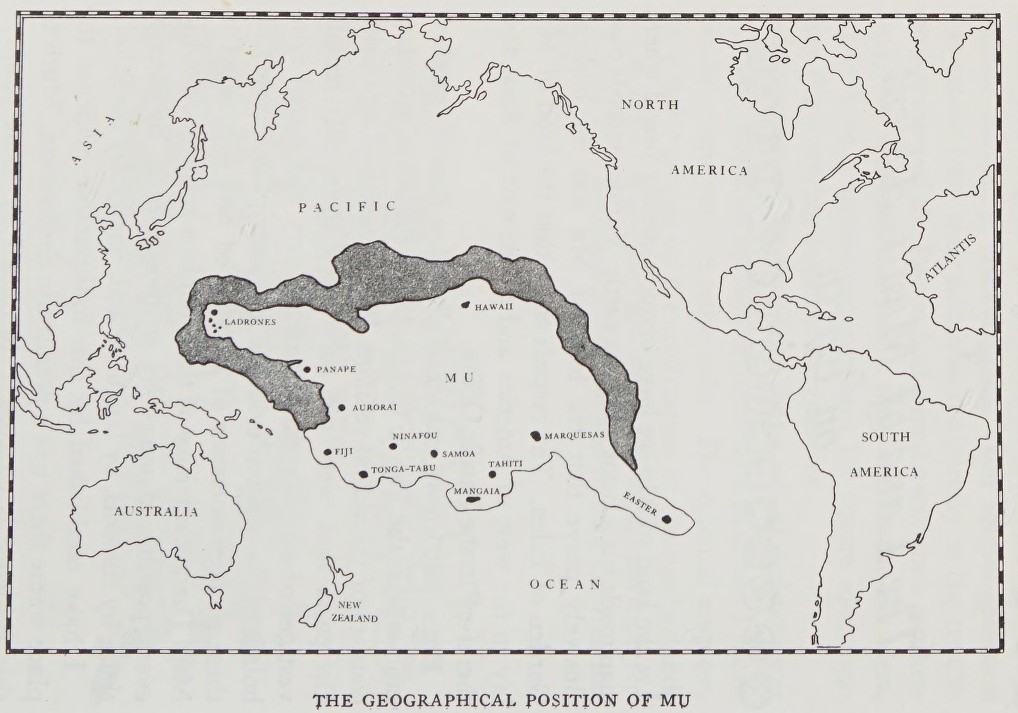
《The Lost Continent of Mu》所附地圖，James Churchward著，1927年。图中所示姆大陆颇似新几内亚岛的放大版。

姆大陆（Mu continent，又譯穆大陸、母大陸）是一個傳說中存在於太平洋的大陸，並且据稱有超過一萬年的歷史。
20世紀初，美国學者詹姆斯·柴吉吾德提出──在史前的太平洋區域，包括日本、琉球、台灣等，連同有爭議的釣魚臺列嶼，都是整片相連的大陸，面积比南美洲還大，且曾經有過高度文明。根據他的假設，由於地震和地殼變動關係，姆大陆沉入大海底。
這陸地佔据了南太平洋的大半部：南起塔希提岛、北接夏威夷、东至复活节岛、西至马里亚纳群岛，东西长约8000公里，南北宽约5000公里，面积相当于南北美洲面积的总和。现在的波利尼西亚群岛、美拉尼西亚群岛、密克罗尼西亚群岛岛上的居民，据说就是姆大陆移民的后裔，這些人在12,000年前就已經在這個大陸生活。
一些文學作品或科幻小說經常將姆大陸的遺址与今日的南極洲聯繫起來，例如葛瑞姆·汉卡克的著作《上帝的指紋》以及日本超級機器人動畫《勇者莱汀》等。

## 存在性爭議

### 地質學理論
現代地质学的大陸板塊理論排除了姆大陸存在的可能性。在板塊理論中，地球的大陸地殼是由較輕的硅铝层所組成，其「漂浮」於較重的海洋地殼上（主要由硅镁层所組成）。由於大陸地殼遠比海洋地殼厚且比重較大，因此姆大陸不可能以「沉沒」的方式消失。
另外，板塊的漂移或海底擴張可能會改變大陸的形狀及位置，甚至是將大陸分裂成若干塊。然而，這類的地質活動發生的很慢，常常需要數千萬到數億年的時間（即地質學尺度geological time scales）。在歷史的尺度上（數千年至數萬年），海洋地殼可以視為固體型態，而大陸地殼是固定在海洋地殼上。因此在人類短暫歷史之中，大陸基本上沒有變化，亦無證據顯示有地質事件能導致大陸的毀滅或消失──因為如此大的地殼應存在於太平洋的某處或留下消失的痕跡。

## 外部連結
- 消失的古文明：姆文明